# Кафедральная церковь Святого Григория Просветителя (Горис)
Кафедральная церковь Святого Григория Просветителя (арм. Գորիսի Սուրբ Գրիգոր Լուսավորիչ մայր եկեղեցի) — храм Армянской Апостольской церкви в городе Горис Сюникской области Армении. Храм является местом пребывания главы Сюникской епархии ААЦ епископа Абраама Мкртчяна.
Церковь находится в юго-восточной части города. Построена из серого туфа. Находится в отличном состоянии

## Галерея
- Уникальная кладка
- Имена благотворителей, кто жертвовал средства на строительство